# Monaka
monaka（モナカ）は、FM NACK5で放送されていたラジオ番組である。

## 概要
タイトルには〝和菓子のもなかの様に中身の詰まった楽しい番組〟という意味や〝リスナーが様々な作業をしている「最中」にも愛される番組〟という意味が込められている。
一部のコーナーは、前番組の『Fresh Up 9』から引き継がれている。
2018年12月31日の放送より、放送時間が5分拡大され、12:45までとなった。 
2019年3月14日のエンディングで3月28日を以って放送終了することを発表。3月28日で番組は終了した。
後番組は『Smile SUMMIT』で、パーソナリティは池辺の産休中の代役を務めた栗林さみ。
池辺は土曜早朝の新番組『愛 Love Saturday』に異動した。

## パーソナリティ
- 池辺愛

### 臨時パーソナリティ
池辺の夏季休暇に伴う代理
- しばのまり子（2016年9月19日・9月20日、2017年9月25日 - 9月28日、2018年9月24日 - 9月27日）
- 高頭なお（2016年9月21日・9月22日）

池辺の産休（ミルクムーン）に伴う代理
- 栗林さみ（2017年1月2日 - 3月30日。この期間の番組は「栗monaka」と称された）[2]

## タイムテーブル
2019年1月現在。コーナー等が設けられていない時間帯には、主として日替わりのメッセージテーマが放送されている。
9時台
- 9:00 オープニング
- 9:08 BUZZ Scrap
- 9:15 トクする！イオンの火曜市（火曜日、イオン提供）
- 9:30 NACK5 TRAFFIC
- 9:34 NACK5 WEATHER

10時台
- 10:06 NACK5 TRAFFIC
- 10:10 monaキッチンへようこそ～今夜のおかずにどうでしょう？
- 10:30 NACK5 TRAFFIC
- 10:40

星狩愛のサンキューポスト（月曜日）
mona花壇観察日記シーズン8（水曜日）
New Topics!（木曜日、東京ガス提供）
- 10:50 FM Radio Shopping

11時台
- 11:05 NACK5 TRAFFIC
- 11:10 ボン・マリアージュ
- 11:28 防災ひとくちメモ
- 11:31 NACK5 TRAFFIC
- 11:40 - 11:45 箱番組「島田秀平の手は口ほどに物を言う」- 島田秀平（水曜日）
- 11:35 - 11:45 箱番組「住宅工営 presents 鈴木奈々の住まいSMILE」- 鈴木奈々（木曜日）
- 11:50 FM Radio Shopping
- 11:57 ゴゴイチ占い

12時台
- 12:00 NACK5 NEWS
- 12:03 NACK5 TRAFFIC
- 12:10 ゲストコーナー
- 12:35 NACK5 TRAFFIC
- 12:40 エンディング

## 主なコーナー

### BUZZ Scrap
番組がピックアップした話題を紹介する。

### monaキッチンへようこそ～今夜のおかずにどうでしょう？
スロットマシン「おかずスロット」を回し、止まった3つのキーワードから「夕飯のおかずのレシピ」をリスナーに考えてもらう。 

### ボン・マリアージュ
ヴィラ・デ・マリアージュ提供。ウェディングにまつわる日替わりコーナーを送る。
- 月曜日：Voice Of Lovers

街頭インタビューや番組に寄せられたメッセージなど、人々の“ボイス”、つまり“声”からカップルの本音やイマの結婚事情を探る。
- 火曜日：Place for Lovers

思わず行きたくなる「縁結びスポット」や、結婚や恋愛の『きっかけになるような』最新スポットを紹介する。
- 水曜日：Wedding Q&A

ウェディングに関する様々な疑問・質問を募集する。
- 木曜日：Wedding Request

リスナーから結婚にまつわるエピソードや結婚に至るまでのエピソードを募集し、思い出の曲と一緒に紹介する。

### ゴゴイチ占い
その日の午後ラッキーな星座ベスト3を紹介する。

## 終了したコーナー
- 5分でわかる まるっと深谷
- I can!!

## 番組コラボ商品
大宮monaka
老舗和菓子屋の梅林堂とコラボして作られた番組オリジナルの最中。2012年11月14日発売。
梅林堂大宮宮原イトーヨーカドー店、大宮櫛引店、エキュート大宮店の3店舗で販売。